# Аппенцелль-Ауссерроден
Аппенцелль-Ауссерроден (нім. Appenzell Ausserrhoden) або Зовнішній Аппенцелль — невеликий німецькомовний напівкантон на північному сході Швейцарії. Адміністративний центр — місто Герізау, вищі судові органи розташовані в місті Трогені.